# Seilbahnen Tschiatura

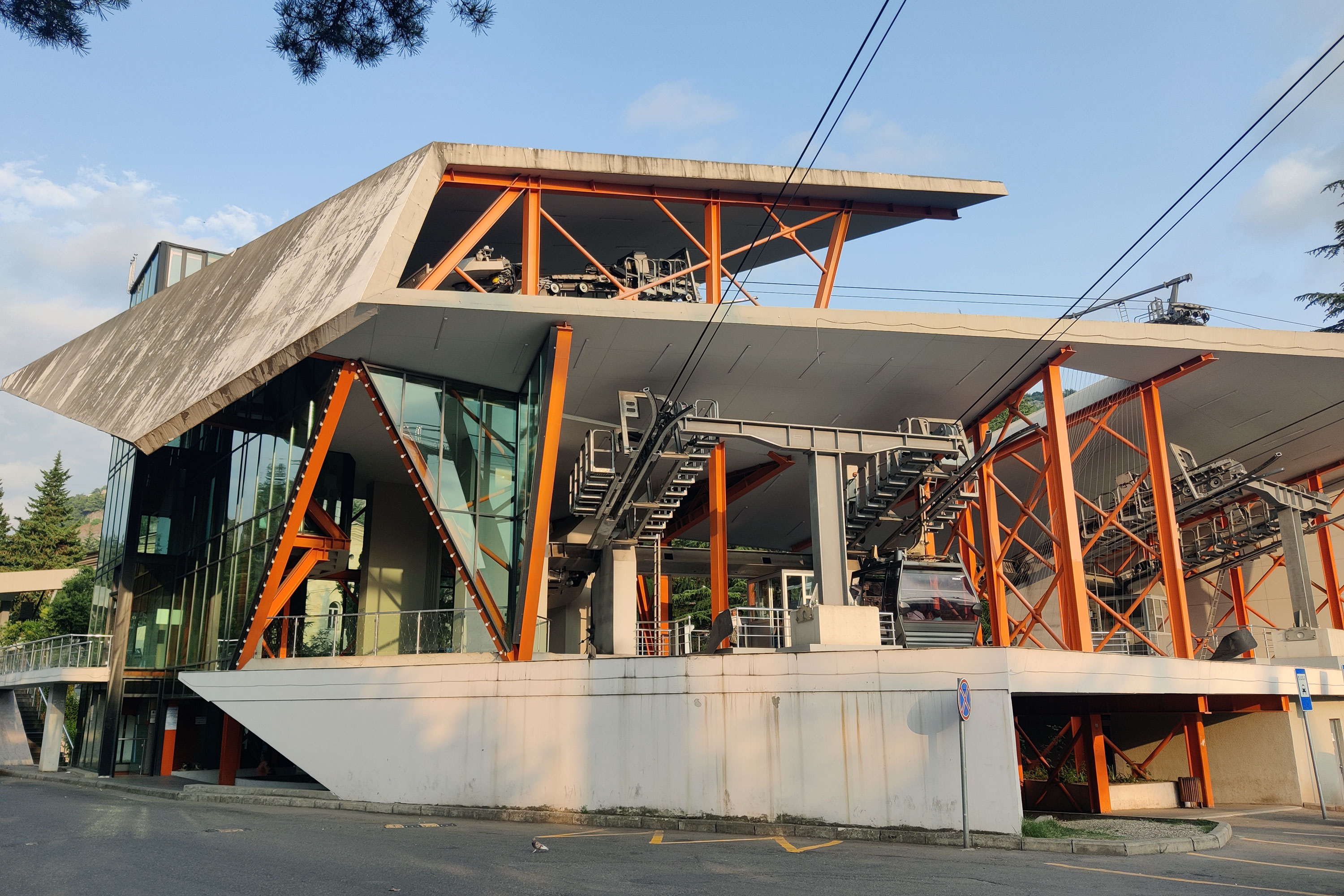
Die neu eröffnete, zentrale Seilbahnstation in Chiatura als Knotenpunkt von vier neuen Linien.

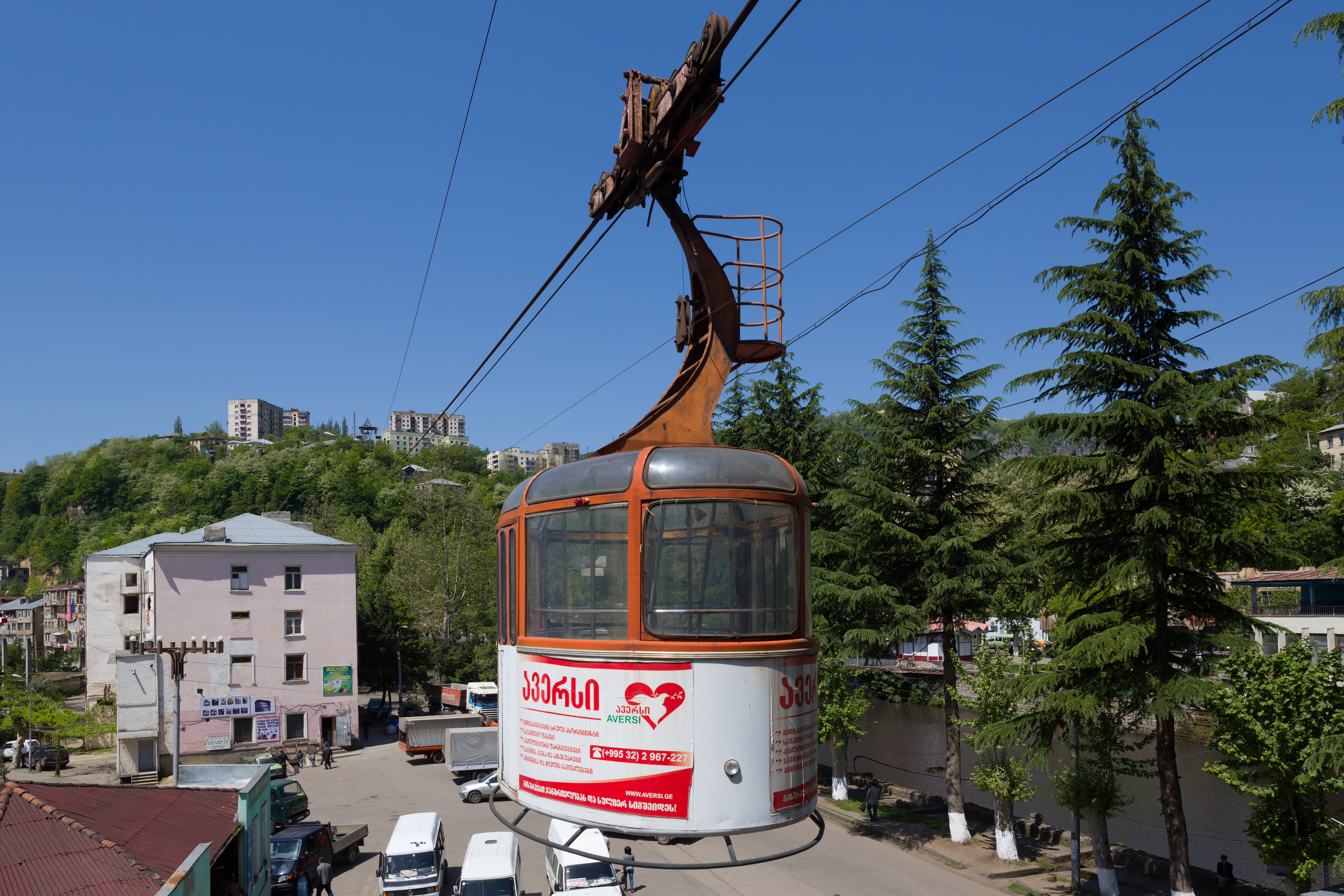
Seilbahngondel in Tschiatura (2015)

Die Seilbahnen Tschiatura sind ein Netz von mehreren Personenseilbahnen in Tschiatura in Georgien. Zudem existierten in der Stadt und der nahen Umgebung mehr als 50 Materialseilbahnen.

## Geschichte und Beschreibung
In den späten 1800er Jahren wurden in den Schluchtwänden, die Chiatura umschließen, reiche Mangan- und Eisenerzvorkommen entdeckt. Seit dem Ende des 19. Jahrhunderts ist die Stadt durch den Bergbau geprägt, um 1905 stammte die Hälfte der weltweiten Manganproduktion von dort.
Für die Bergwerksarbeiter war der Aufstieg von der im Talgrund der Qwirila liegenden Stadt zu den Schächten auf der Höhe langwierig und mühsam, zudem schmälerte deren Erschöpfung bei der Ankunft die Produktivität. Als aus diesem Grund in den 1950er Jahren erste Seilbahnen für den Personenverkehr gebaut wurden, war Georgien als Georgische Sozialistische Sowjetrepublik Teil der Sowjetunion. 1954 ging eine erste Linie in Betrieb, weitere 16 Linien kamen bald hinzu. Einige darunter folgten dem Lauf des Tals, und es wurden Umsteigestationen angelegt. Für die rasch anwachsende Bevölkerung Tschiaturas wurden die Seilbahnen zu einem wichtigen innerstädtischen Verkehrsmittel. Von den insgesamt rund hundert Seilbahnen dienten 24 ausschließlich der Fahrgastbeförderung.
In den Jahren ihres Betriebs, der ohne größere Zwischenfälle ablief, wurden sie instand gehalten, aber nicht modernisiert. 2016 wurden die meisten der Bahnen altersbedingt und aus Sicherheitsgründen stillgelegt, im August 2019 endete der Betrieb der beiden letzten alten Bahnen.

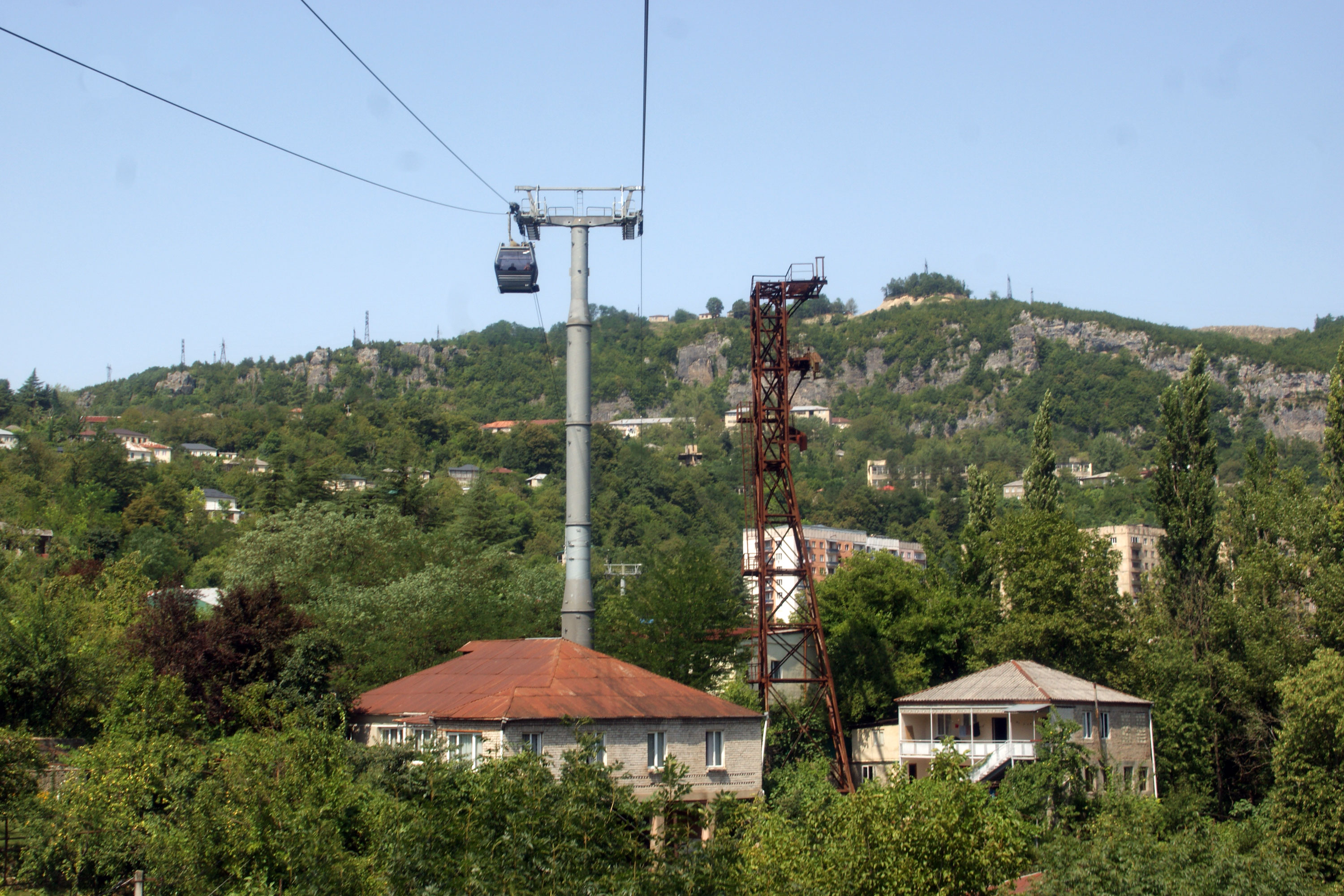
Seilbahn von Chiatura nach Lezhubani. Rechts die Original-Stütze der 2019 stillgelegten Seilbahnverbindung, links der Neubau.

Nach einer grundlegenden Erneuerung mit neuer Technologie wurde im September 2021 eine erste Linie wieder eröffnet, wenig später drei weitere Linien. Mit einer zentralen Talstation werden vier Linien mit den Namen Sanatorium, Lezhubani, Naguti und Mukhadze verbunden. Die vier Linien haben eine Gesamtlänge von 3.428 Metern. Die Linien verbinden mittlerweile das Zentrum mit den Außenbezirken, mit jeweils für 15 Fahrgäste ausgelegte Kabinen und verkehren mit einer Geschwindigkeit von 6 m/s. Die Bauausführung lag beim französischen Unternehmen Pomagalski (POMA).

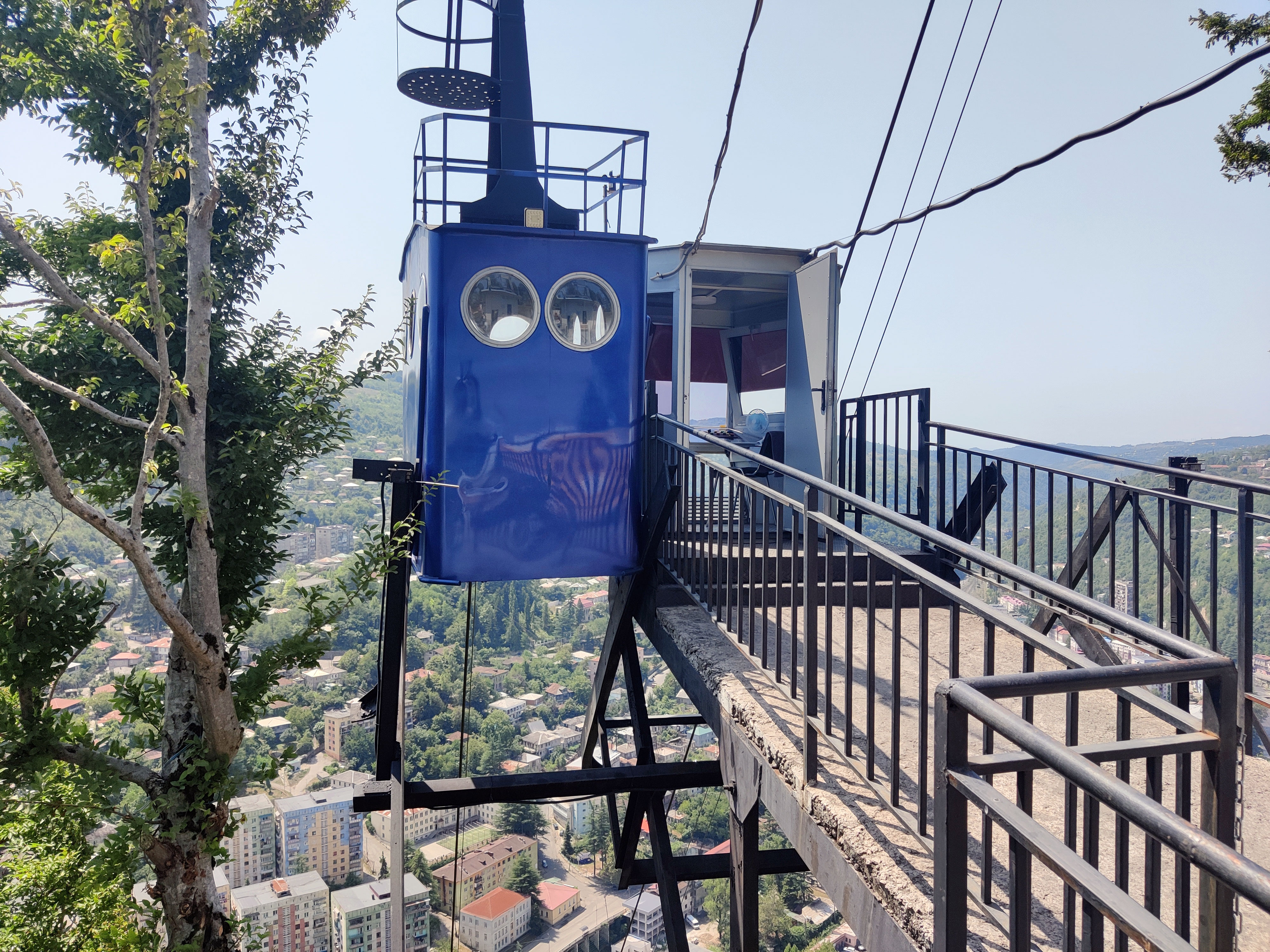
Anfang 2025 nach Sanierung wieder eröffnete Bergstation der Seilbahn nach Sashevardno, Chiatura, Georgien.

 Einige der älteren Bahnen sollten aus touristischen Gründen erhalten werden; so wurde  Anfang 2025 die sanierte Seilbahnlinie nach Sashevardno wieder in Betrieb genommen. Derzeit (August 2025) laufen Sanierungsarbeiten an der Linie 25 nach Perevisa.

Ehemalige Seilbahnen Tschiaturas
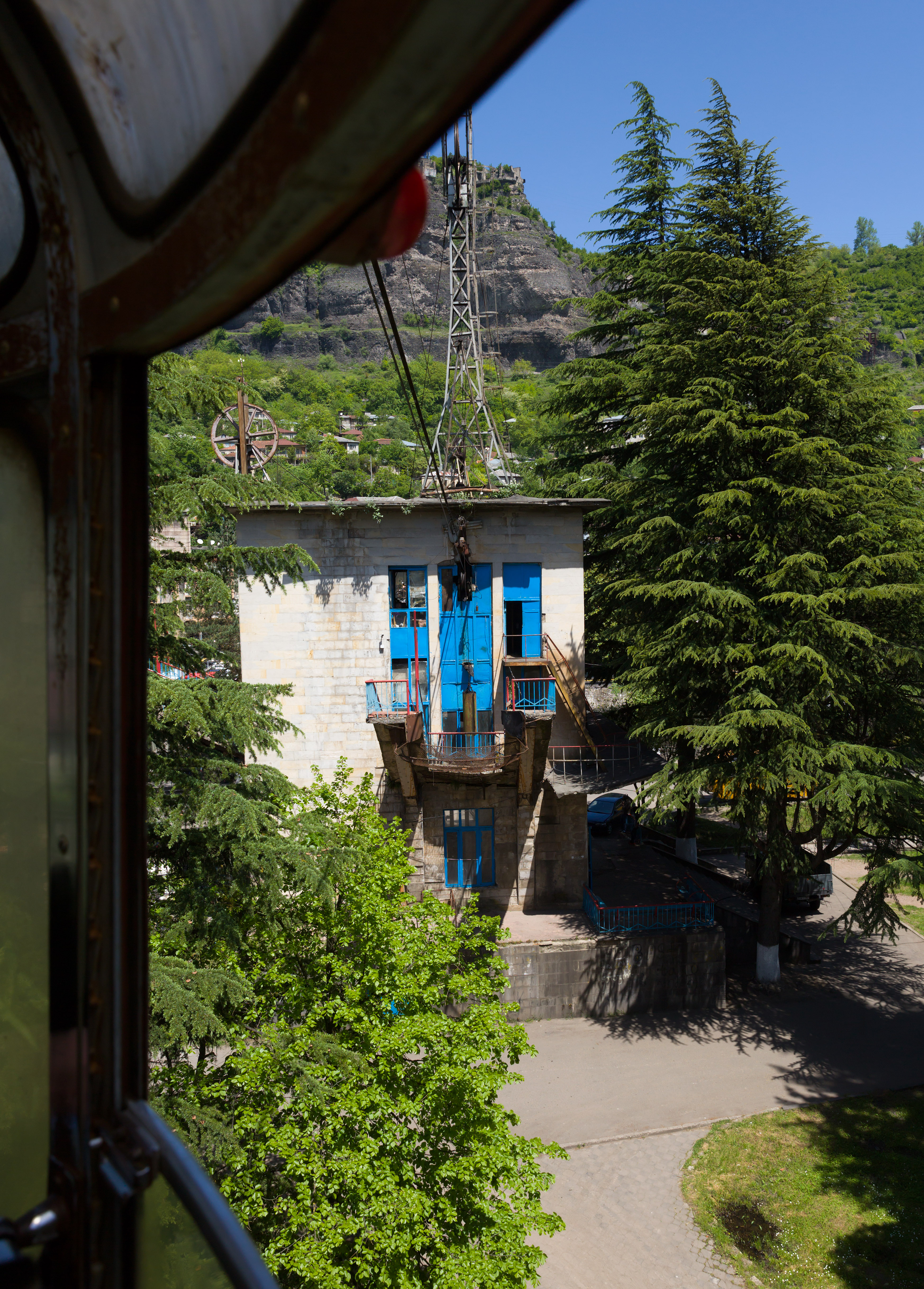
Eine alte Talstation
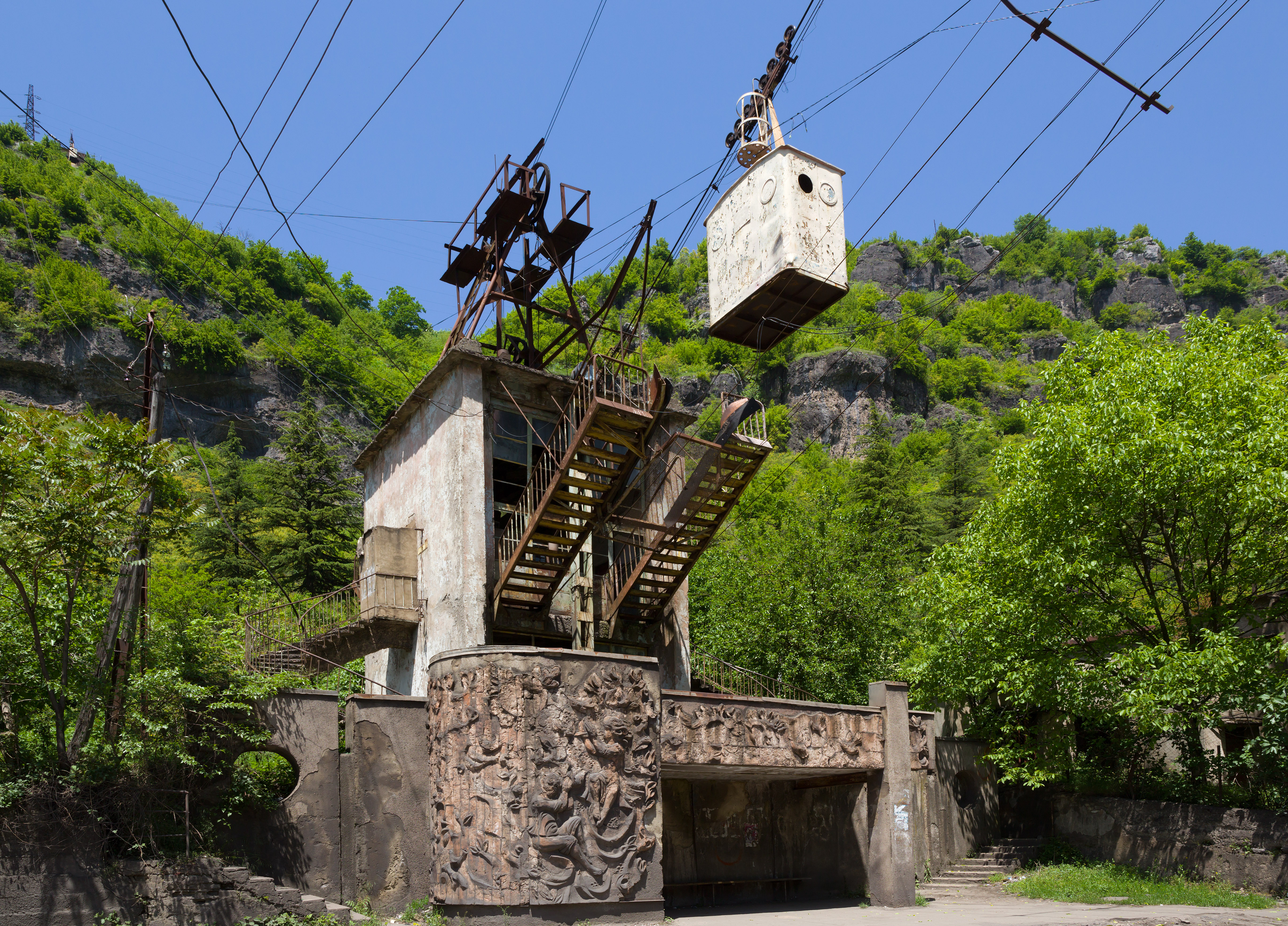
Gondel an einer Talstation
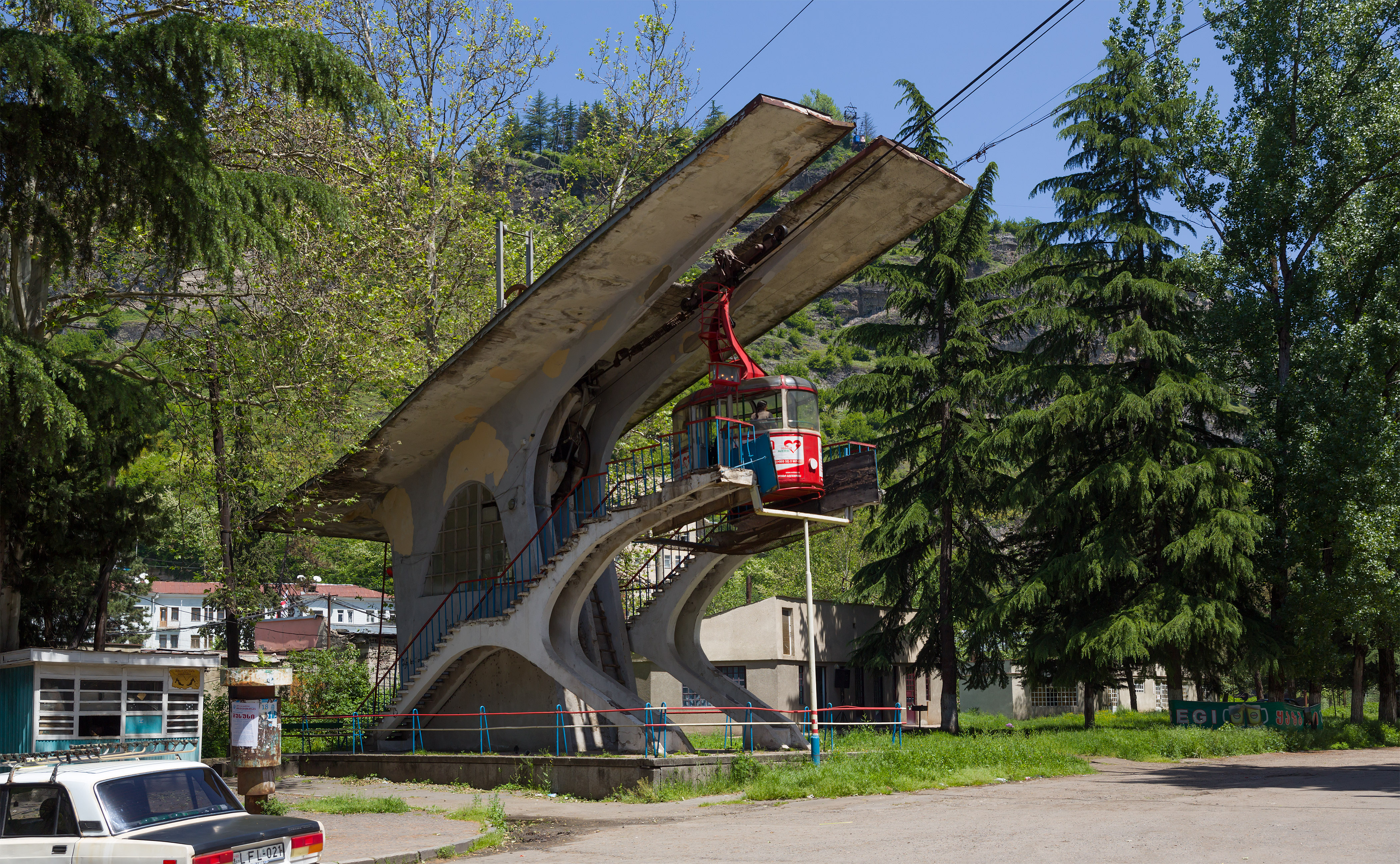
Talstation mit modern anmutender Gondel
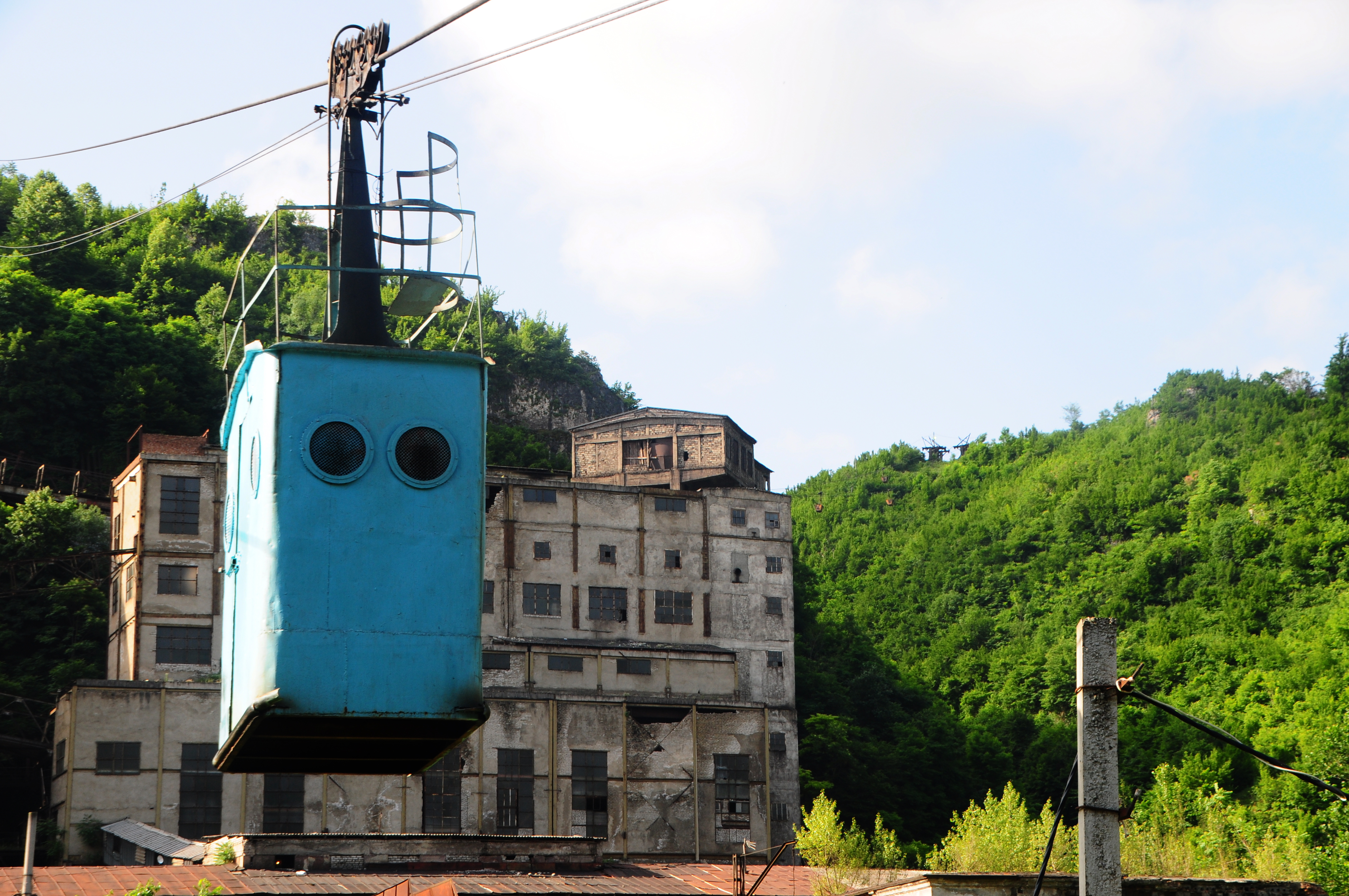
Bergwerk und Gondel
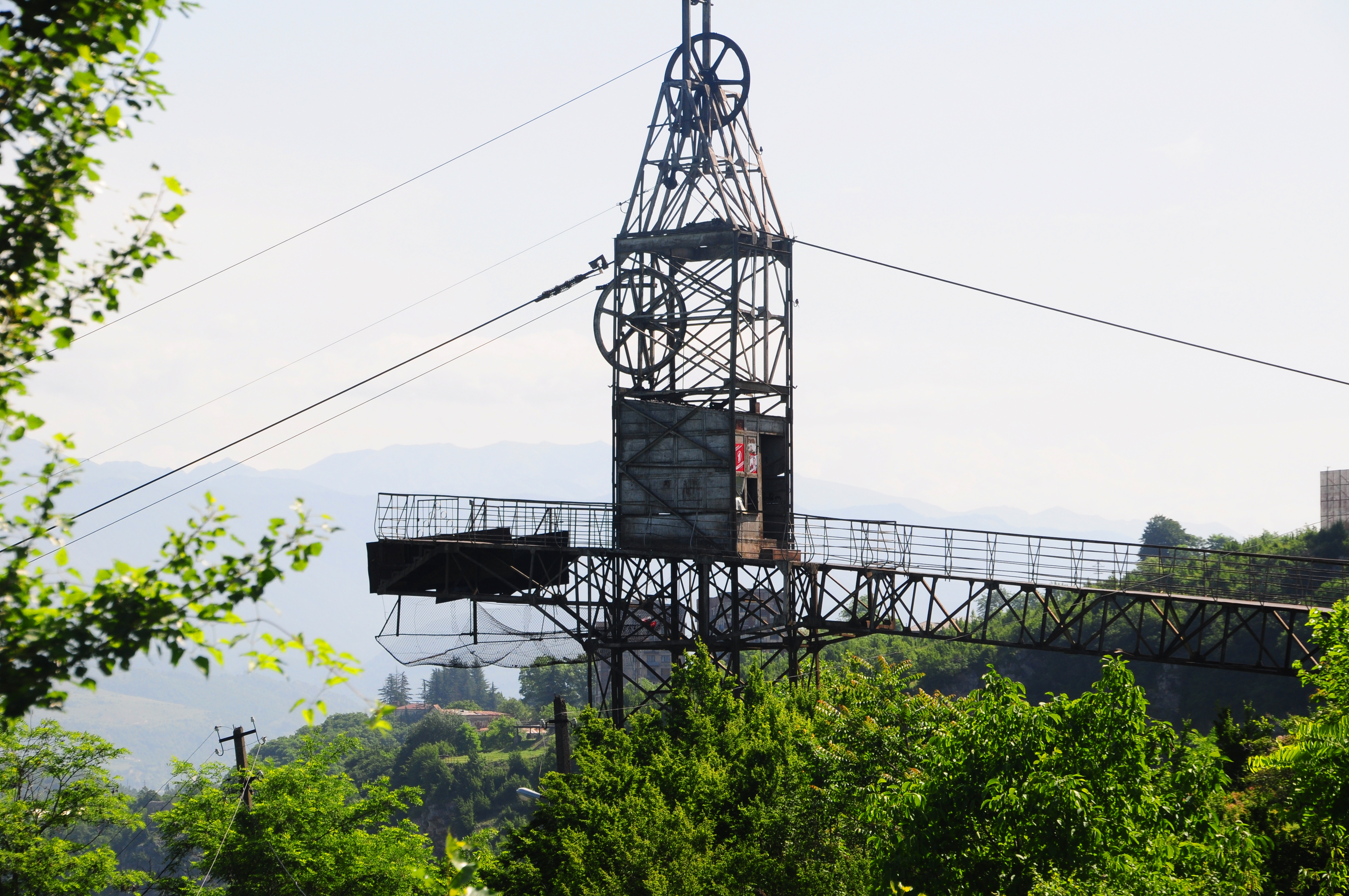
Eine der alten Bergstationen